# She (chanson de Charles Aznavour)
Pour les articles homonymes, voir She (homonymie).
Pistes de A Tapestry of Dreams
From Today
(2)
She est une chanson écrite par Charles Aznavour et Herbert Kretzmer et interprétée par Charles Aznavour, parue sur son album A Tapestry of Dreams et sortie en single en 1974. La chanson a été écrite en anglais comme indicatif pour la série télévisée britannique Seven Faces of Woman. 
Elle est par la suite adaptée en français sous le titre Tous les visages de l'amour, cette version est parue sur l'album Visages de l'amour.
La chanson a fait l'objet de nombreuses reprises. L'une des reprises les plus connues est celle d'Elvis Costello. Enregistrée en 1999 et produite par Trevor Jones, elle est présente dans la scène finale du film Coup de foudre à Notting Hill (alors que c'est la version de Charles Aznavour que l'on entend dans la scène d'introduction du film) et permet de se classer dans plusieurs classements musicaux à travers l'Europe.

## Autres adaptations
Outre sa version originale en anglais et son adaptation en français, Charles Aznavour a également enregistré la chanson en 1974 en allemand et en italien, sous les titres respectifs Sie et Lei. 
La chanson a également été enregistré dans une autre version française intitulée Elle, plus rapide et avec des paroles différentes. Cette version, interprétée par Charles Aznavour en duo avec Thomas Dutronc, est parue sur l'album Aznavour toujours en 2011.

## Liste des titres

### She
| A. | She        | Charles Aznavour, H. Kretzmer              | 2:34 |
| B. | La Barraka | Charles Aznavour, adaptation : H. Kretzmer | 2:45 |

### Tous les visages de l'amour
| A. | Tous les visages de l'amour | Charles Aznavour | 2:52 |
| B. | De t'avoir aimée            | Charles Aznavour | 2:46 |

## Accueil commercial
Au Royaume-Uni, la chanson a atteint la première position du UK Singles Chart en y restant pendant quatre semaines, elle a ensuite été certifié argent, dépassant les 250 000 ventes certifiées de 45 tours. Il a également atteint la première place de l'Irish Singles Chart pendant une semaine. She a eu moins de succès en dehors du Royaume-Uni et de l'Irlande et en particulier où la série Seven Faces of Woman (it) ne fut pas diffusée. 
Aux États-Unis, elle n'a pas réussi à figurer dans le Billboard Hot 100 mais s'est classée dans le classement Easy Listening.
En France, la chanson s'est classée à la 46e position du Top 50 lors de sa réédition en 1999.

## Classements et certifications

### She
| Classement (1974)                       | Meilleure position |
| --------------------------------------- | ------------------ |
| Allemagne (Media Control AG)            | 33                 |
| Autriche (Ö3 Austria Top 40)            | 19                 |
| Belgique (Flandre Ultratop 50 Singles)  | 12                 |
| Belgique (Wallonie Ultratop 50 Singles) | 14                 |
| Canada (RPM Adult Contemporary)         | 45                 |
| États-Unis (Easy Listening)             | 44                 |
| Irlande (IRMA)                          | 1                  |
| Pays-Bas (Nederlandse Top 40)           | 18                 |
| Pays-Bas (Single Top 100)               | 24                 |
| Royaume-Uni (UK Singles Chart)          | 1                  |

| Classement (1999) | Meilleure position |
| ----------------- | ------------------ |
| France (SNEP)     | 46                 |

| Classement (1974)           | Position |
| --------------------------- | -------- |
| Belgique (Flandre Ultratop) | 68       |

| Pays              | Année | Certification | Ventes certifiées |
| ----------------- | ----- | ------------- | ----------------- |
| Royaume-Uni (BPI) | 1974  | Argent        | 250 000           |

### Tous les visages de l'amour
| Classement (1974)                       | Meilleure position |
| --------------------------------------- | ------------------ |
| Belgique (Wallonie Ultratop 50 Singles) | 14                 |